# Nannobrachium nigrum
Nannobrachium nigrum is een straalvinnige vissensoort uit de familie van lantaarnvissen (Myctophidae). De wetenschappelijke naam van de soort is voor het eerst geldig gepubliceerd in 1887 door Albert Günther.